# Rullningslås

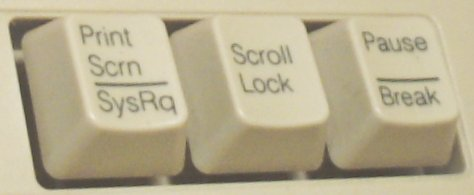
Scroll lock-tangent mellan tangenterna "print screen" och "pause".

Rullningslås, skrollningslås eller scroll lock (från engelskan) är en tangent som återfinns på många tangentbord till persondatorer. Den användes tidigare för att styra bläddringen (eller "rullningen", på engelska "scroll") av text på skärmen: i ena läget styr piltangenterna texten på skärmen, i det andra styr de markören. Tangenten bär ofta texten scroll lock eller en förkortning. Placeringen kan variera, men på ett fullstort tangentbord ofta mellan tangenterna print screen och pause i övre delen av högersidan. Svenska datatermgruppen rekommenderar termen rullningslås istället för scroll lock på svenska.
I Windowsmiljön har tangenten begränsade funktioner, men används i bland annat Microsoft Excel.
I vissa system har tangenten fått överta den funktion som erbjuds genom kontrolltangenterna CTRL-S och CTRL-Q (ASCII device control 3 respektive device control 1, ofta kallade XOFF och XON), som av många terminaler och terminalemulatorer används för att kontrollera inflödet av information. Egentligen användes dessa som styrkoder för själva dataöverföringen, men om de inte filtreras bort har manuell användning samma effekt, det vill säga att tillfälligt stoppa (respektive åter tillåta) inkommande data och därmed utskriften till skärmen.